# Gladstone (Missouri)

Położenie miasta na mapie

Gladstone – miasto w Stanach Zjednoczonych, w stanie Missouri, w hrabstwie Clay.